# Pierre Gaveaux
Pierre Gaveaux /pjɛʁ ɡaˈvo/ (Béziers, 9 ottobre 1760 – Charenton, 5 febbraio 1825) è stato un tenore e compositore francese.

## Biografia
Fu cantore alla Cattedrale di Béziers dall'età di sette anni, prima come corista, poi, prima di aver compiuto i dieci anni, come solista. Destinato a prendere i voti, studiò latino e filosofia. Contemporaneamente prese lezioni di composizione dall'Abate Combès, organista della cattedrale. Divenne poi primo tenore alla Basilica di Saint-Seurin a Bordeaux, continuando i suoi studi musicali con Franz Beck. Abbandonato l'abito talare, lavorò come tenore e direttore d'orchestra al Grand Théâtre de Bordeaux.
Attivo nel 1788 a Montpellier e nella Francia meridionale, l'anno seguente si trasferì a Parigi, dove il 26 gennaio 1789 cantò nelle Avventure amorose di Giacomo Tritto, l'opera che inaugurò il Théâtre de Monsieur, alla Salle des Machines del Palazzo delle Tuileries. Entrato a far parte della compagnia di questo teatro, cantò in ruoli da protagonista come quello di Floresky alla prima assoluta della Lodoïska di Luigi Cherubini (1791) e di Romeo alla prima assoluta di Roméo et Juliette di Daniel Steibelt (1793). Quando la compagnia si trasferì al Théâtre Feydeau, egli iniziò la carriera di compositore teatrale, dedicandosi inizialmente al genere dell'opéra comique.
A partire dal 1793 Pierre Gaveaux aprì un negozio di musica nel Passage Feydeau («A la Nouveauté») insieme al fratello maggiore Simon (Béziers, 1759), che gli consentì tra l'altro di pubblicare i suoi lavori.
Sostenne la rivoluzione francese celebrandola con le sue composizioni, tra cui l'inno anti-giacobino Le Réveil du peuple (Il risveglio del popolo), su versi di Jean-Marie Souriguière de Saint-Marc, eseguito per la prima volta il 19 gennaio 1795 e messo al bando l'8 gennaio 1796 dal Direttorio, dopo che era fallito il tentativo di utilizzarlo per soppiantare La Marsigliese.
Gaveaux continuò tuttavia la sua carriera di virtuoso di canto - interpretando Les visitandines di François Devienne e, in prima assoluta, il ruolo di Giasone nella Médée di Cherubini, il 13 marzo 1797 - nonché di compositore. A questo periodo appartengono le sue opere più importanti: Sophie et Moncars (1797) e soprattutto Léonore, ou L'amour conjugal (1798), nella quale il musicista vestì i panni di Florestano. Il libretto di questo lavoro (di Jean-Nicolas Bouilly) è noto per aver fornito il soggetto al Fidelio di Ludwig van Beethoven.
Negli anni successivi le qualità vocali di Gaveaux si appannarono. Perciò, a partire dal 1801, quando la compagnia del Théâtre Feydeau si fuse con quella del Théâtres Favart, egli si cimentò solo in ruoli secondari. Nel 1804 entrò nel coro della cappella imperiale. In questo periodo le sue opere di maggior successo furono Le bouffe et le tailleur (1804) e Monsieur Deschalumeaux (1806).
Sofferente di disturbi mentali, Gaveaux fu costretto a lasciare la scena nel 1812 e dal 1819 fu rinchiuso nell'Ospizio di Charenton, dove morì nel 1825. Tra il 1813 e il 1816 era tuttavia tornato a dirigere il negozio di musica nel Passage Feydeau e ancora nel 1818 aveva portato in scena il suo ultimo lavoro teatrale, l'opéra comique Une nuit au bois, ou Le muet de circonstance.
Fu sposato con la cantante Émilie Gavaudan (1772-1840).

## Composizioni

### Opere
- L'Amour filial, ou Les deux Suisses, 1792 (nota anche come L'amour filial, ou La jambe de bois)
- Le paria, ou La chaumière indienne, 1792
- Les deux ermites, 1793
- La partie carrée, 1793
- La famille indigente, 1794
- Sophronime, ou La Reconnaissance, 1795
- Delmon et Nadine, 1795
- Le petit matelot, ou Le mariage impromptu, 1795
- Lise et Colline, ou La surveillance inutile, 1796
- La gasconnade, 1796
- Tout par hasard, 1796
- Céliane, 1796
- Le mannequin vivant ou Le mari de bois, 1796 (mai rappresentata)
- Le traité nul, 1797
- Sophie et Moncars, ou L'intrigue portugaise, 1797
- Léonore, ou L'amour conjugal, 1798 (libretto di Jean-Nicolas Bouilly);
- Le diable couleur de rose ou Le bonhomme misère, 1798
- Les noms supposés, 1798 (nuova versione: Les deux jockeys, 1799)
- Le locataire, 1800
- Le trompeur trompé, 1800
- Ovinska, ou Les exilés de Sibérie, 1801
- Le retour inattendu, 1802
- Un quart d'heure de silence, 1804
- Le bouffe et le tailleur, 1804
- Avis aux femmes, ou Le mari colère, 1804
- Le mariage inattendu, 1804
- Trop tôt, 1804
- Le diable en vacances, ou La suite du diable couleur de rose, 1805
- L'Amour à Cythère, 1805 Opéra national de Paris
- Monsieur Deschalumeaux, ou La soirée de carnaval, 1806
- L'échelle de soie, 1808
- La rose blanche et la rose rouge, 1809
- L'enfant prodigue, 1811
- Pygmalion, 1816
- Une nuit au bois, ou Le muet de circonstance, 1818

### Composizioni vocali
- 6 romances imitées de Athala (Parigi, s.d.)
- Recueil de canzonettes italiennes (Parigi, 1800)
- Altre romances
- L'apothéose de J.-J. Rousseau
- Hymne de l'Etre suprême (Parigi, 1792)
- La réveil du peuple (Parigi, 1795)
- Altre opere rivoluzionarie

### Composizioni strumentali
- 7 ouverture (Parigi, s.d.)